# Ludmila Köhlerová
Ludmila Köhlerová (rozená Pavlíková, 1. června 1904 Trhové Sviny – po roce 1989) byla česká úřednice, členka KSČ, zaměstnankyně Kanceláře prezidenta republiky a osobní sekretářka komunistického politika a pozdějšího prezidenta Československé republiky Klementa Gottwalda, od doby druhé světové války až do jeho smrti roku 1953. Jejím manželem byl vlivný člen KSČ, poslanec Národního shromáždění a Gottwaldův přítel z mládí Bruno Köhler.

## Život

### Mládí
Narodila se v Trhových Svinech v jižních Čechách. Nastoupila ke studiu Obchodní akademie v Plzni, po jejím absolvování působila jako úřednice. Roku 1928 vstoupila do KSČ. V lednu 1931 na místo v administrativě ústředního sekretariátu KSČ. Zde se seznámila s Bruno Köhlerem, profesí redaktorem, blízkým přítelem Klementa Gottwalda a Rudolfa Slánského, za kterého se 13. srpna 1932 provdala. Podle údajů z roku 1935 bydlel v Radčicích. Köhler se v parlamentních volbách v roce 1935 stal poslancem Národního shromáždění. Poslanecké křeslo ztratil k 30. říjnu 1938 v souvislosti se změnami hranic pomnichovského Československa.

### Sekretářkou Klementa Gottwalda
Během války odešli společně do exilu, nejprve v Paříži, pak v Sovětském svazu. Od roku 1943 zasedal v moskevském Zahraničním byru KSČ. Při zdejším pobytu Gottwalda v Moskvě se Köhlerová, jako prověřená osoba a členka strany, stala osobní asistentkou Klementa Gottwalda. V roce 1945 s ním po návratu z Moskvy pak postupovala jako sekretářka v jeho pozici předsedy KSČ, poté předsedy československé vlády a po únorovém komunistickém převratu roku 1948 od 14. června také jako prezidenta Československé republiky v kanceláři na Pražském hradě.
Köhler se pak stal vedoucím pracovníkem sekretariátu Ústředního výboru KSČ, pracovníkem aparátu Ústředního výboru Komunistické strany Československa, od ledna do září 1951 a znovu od ledna 1953 do června 1954 byl členem organizačního sekretariátu ÚV KSČ. Byl vysoce postaveným zpravodajcem a také jedním z hlavních strůjců politických procesů začátkem 50. let, jako byl proces s Miladou Horákovou či Rudolfem Slánským. Spekuluje se též o jeho přímém spojení na sovětskou tajnou službu NKVD. Je vysoce pravděpodobné, že využíval exkluzivní informační přístup skrze svou manželku o aktuální agendě, politických krocích či zdravotním stavu prezidenta. Mj. se 5. dubna 1952 s Gottwaldem a dalšími funkcionáři KSČ zúčastnila pohřbu jeho matky v Brně. Zmítala jím paranoia ze ztráty moci a obav o vlastní život, alkoholismus a další zdravotní problémy.
Po Gottwaldově smrti 14. března 1953 byla jednou z prvních, která o skonu věděla.

### Po roce 1953
Po nástupu prezidenta Antonína Zápotockého byla 1. října 1953 byla z Kanceláře prezidenta republiky přeložena do Československé akademie věd. Dodatečně pak byla podrobována výslechům a rozhovorům StB ohledně jejího angažmá u Gottwaldovy administrativy.
Se svým manželem se v roce 1955 rozvedla poté, co vyšel v rámci stranických kruhů najevo jeho intimní poměr se spolustraničkou Annou Baranovou. Ten se s Baranovou posléze oženil. Ponechala si nicméně manželovo příjmení. Nadále žila v Praze.

### Úmrtí
Zemřela po roce 1989.